# Anemonastrum
Anemonastrum, biljni rod iz porodice žabnjakovki raširen po holarktičkim planinama, uglavnom u istočnoj Aziji, dvije vrste u Sjevernoj i jedna u Južnoj Americi
Na popisu je 33 vrste; kod Kew–a 40. Trajnice. Rod je opisan u Folia Geobotanica et Phytotaxonomica 8: 158. 1973[1973].

## Vrste
1. Anemonastrum antucense (Poepp.) Mosyakin & de Lange
2. Anemonastrum baicalense (Turcz.) Mosyakin
3. Anemonastrum biarmiense (Juz.) Holub
4. Anemonastrum canadense (L.) Mosyakin
5. Anemonastrum coelestinum (Franch.) Mosyakin
6. Anemonastrum deltoideum (Douglas) Mosyakin
7. Anemonastrum demissum (Hook.f. & Thomson) Holub
8. Anemonastrum dichotomum (L.) Mosyakin
9. Anemonastrum elongatum (D.Don) Holub
10. Anemonastrum flaccidum (F.Schmidt) Mosyakin
11. Anemonastrum geum (H.Lév.) Mosyakin
12. Anemonastrum imbricatum (Maxim.) Holub
13. Anemonastrum keiskeanum (T.Itô ex Maxim.) Mosyakin
14. Anemonastrum narcissiflorum (L.) Holub
15. Anemonastrum obtusilobum (D.Don) Mosyakin
16. Anemonastrum patulum (C.C.Chang ex W.T.Wang) Mosyakin
17. Anemonastrum polyanthes (D.Don) Holub
18. Anemonastrum polycarpum (W.E.Evans) Mosyakin
19. Anemonastrum prattii (Huth ex Ulbr.) Mosyakin
20. Anemonastrum protractum (Ulbr.) Holub
21. Anemonastrum richardsonii (Hook.) Mosyakin
22. Anemonastrum rockii (Ulbr.) Mosyakin
23. Anemonastrum rossii (S.Moore) Chepinoga
24. Anemonastrum rupestre (Wall. ex Hook.f. & Thomson) Mosyakin
25. Anemonastrum sachalinense (Miyabe & T.Miyake) Starod.
26. Anemonastrum shikokianum (Makino) Holub
27. Anemonastrum smithianum (Lauener & Panigrahi) Holub
28. Anemonastrum subindivisum (W.T.Wang) Mosyakin
29. Anemonastrum subpinnata (W.T.Wang) Mosyakin
30. Anemonastrum tenuicaule (Cheeseman) de Lange & Mosyakin
31. Anemonastrum tetrasepalum (Royle) Holub
32. Anemonastrum trullifolium (Hook.f. & Thomson) Mosyakin
33. Anemonastrum yulongshanicum (W.T.Wang) Mosyakin

## Sinonimi
1. Anemonidium (Spach) Á.Löve & D.Löve; Taxon 31(1): 124 (1982)
2. Anemonidium (Spach) Holub; Folia Geobot. Phytotax. 9(3): 272 (1974)
3. Tamuria Starod.; Vetrenitsy: Sist. i Evol.: 122 (1991), nom. nov.
4. Jurtsevia Á.Löve & D.Löve; Bot. Not. 128: 511 (1975 publ. 1976)
5. Homalocarpus Schur; Enum. Pl. Transs. 3 (1866)